# Мендес, Хосуэ
Хосуэ Ме́ндес, также встречается транскрипция Жозе Мендес (исп. Josué Méndez, 18 сентября 1976, Лима) — перуанский кинорежиссёр.

## Биография
Закончил Markham College в Лиме (1993). Изучал кино и латиноамериканскую литературу в Йельском университете. В 1998 основал продюсерскую фирму Chullachaki Producciones. Снял две короткометражные ленты (1997, 1999). Его первая полнометражная лента — фильм о поствоенном травматическом синдроме Дни Сантьяго (2004) — получил признание публики и критики.

## Фильмография
- 2004: Дни Сантьяго / Días de Santiago (Гран-при и премия ФИПРЕССИ на МКФ во Фрибуре, премия критики на Фестивале латиноамериканского кино в Лиме и др.)
- 2008: Боги/ Dioses (2 премии на Фестивале латиноамериканского кино в Лиме, Золотое солнце Фестиваля латиноамериканского кино в Биаррице)